# 김수지 (컬링 선수)
김수지(1993년 8월 27일~)는 대한민국의 컬링 선수로 포지션은 세컨드이다. 현재 경기도청 컬링단 소속으로 활동하고 있다.